# Gregory Benford
Gregory Albert Benford (Mobile, 30 gennaio 1941) è un autore di fantascienza e fisico statunitense.
I suoi romanzi più conosciuti sono quelli appartenenti alla saga della Galassia Centrale. Nel ciclo si ipotizza una galassia in cui le forme di vita organiche sono in costante lotta con altre forme di vita di origine meccanica.
Come fisico Benford lavora per la facoltà di fisica e astronomia dell'Università della California, Irvine.

## Biografia
Benford ha conseguito un Bachelor in fisica nel 1963 all'Università dell'Oklahoma. Successivamente ha continuato gli studi prima con un master nel 1965 e poi con un dottorato nel 1967 entrambi all'Università della California, San Diego. Lo stesso anno si è sposato con Joan Abbe. La sua carriera di scrittore è iniziata nel 1965 quando ha venduto la sua prima storia. Dal 1969 ha iniziato a scrivere regolarmente storie per la rivista Amazing Stories.
Benford scrive prevalentemente storie di fantascienza hard che includono elementi derivanti dai suoi studi come fisico. Ha lavorato in collaborazione con altri autori tra i quali William Rotsler, David Brin e Gordon Eklund. Il suo romanzo Timescape del 1980 ha vinto sia il premio Nebula che il premio John W. Campbell. Alla fine degli anni novanta ha scritto, con l'autorizzazione degli eredi di Asimov, uno dei capitoli del seguito del ciclo della Fondazione, Foundation's Fear.

### Contributi alla scienza e alla fantascienza
Benford ha ideato una legge empirica chiamata Legge della controversia che ipotizza che più sono scarse le informazioni relative ad un certo argomento, quanto piu' sarà appassionata la discussione sullo stesso. La definizione data nel romanzo Timescape è:
tradotto nell'edizione italiana con:
Benford inoltre sostiene anche di avere creato e scritto il primo virus alla fine degli anni sessanta.
Nel 2004 Benford ha proposto un sistema per risolvere o almeno alleviare il problema del riscaldamento globale, costruendo una lente di Fresnel rotante di 1.000 chilometri di diametro posta nello spazio nel punto di Lagrange. Secondo i suoi calcoli tale lente ridurrebbe l'energia solare che raggiunge la Terra dallo 0,5% al 1%. Ha anche stimato che il costo di costruzione sarebbe intorno ai 10 miliardi di dollari. Questo piano, o altri simili, eran già stati proposti in precedenza da altri scienziati come nel 1989 da J. T. Early e ancora nel 1997 da Edward Teller, Lowell Wood e Roderick Hyde.
Benford nel suo lavoro è affiancato spesso ad altri scrittori e scienziati come Geoffrey A. Landis, Robert L. Forward e John G. Cramer.

## Opere

### Saga del Centro Galattico
- Nell'oceano della notte (In the Ocean of Night, 1976), Cosmo Oro n.81
- Attraverso un mare di soli (Across the Sea of Suns, 1984), Cosmo Oro n.86
- Il grande fiume del cielo (Great Sky River, 1987), IperFICTION, Interno Giallo/Mondadori
- Maree di luce (Tides of Light, 1989), I Blues, Arnoldo Mondadori Editore
- Furious Gulf (1994)
- Sailing Bright Eternity (1995)

### Timescape
- Timescape (Timescape, 1980) Cosmo Oro n.101
- Rewrite (2019)

### Jupiter Project
- Progetto Giove (Jupiter Project, 1975) Urania n.1158
- Again Infinity (1983)

### Bowl of Heaven
- Bowl of Heavem (2012 con Larry Niven)
- Shipstar (2014 con Larry Niven)
- Glorious (2020 con Larry Niven)

### Man-Kzin Wars
- Man-Kzin Wars VI (1994 con Larry Niven)

### Trilogia della seconda Fondazione
- Fondazione: La paura (Foundation's Fear, 1997), Arnoldo Mondadori Editore

### Avventure di Viktor e Julia
- Obiettivo Marte (The Martian Race, 1999), Mondadori, Urania Jumbo n. 8
- Oltre Plutone (The Sunborn, 2005), Mondadori, Urania n.1676

### Romanzi non inseriti in serie
- Deeper Than the Darkness (conosciuto anche come The Stars in Shroud) (1970)
- Creature bianche (White Creatures, 1975)[2]
- Se le stelle fossero dei (If the Stars Are Gods, 1977 con Gordon Eklund), Mondadori, Urania n.1168
- Find the Changeling (1980 con with Gordon Eklund)
- Tra dieci mesi la fine del mondo (Shiva Descending, 1980 con William Rotsler) Urania n.890 e 891
- Un oscuro infinito (Against Infinity, 1983), Fanucci, Solaria n.16
- Time's Rub (1984)
- Il manufatto (Artifact, 1985), Cosmo. Collana di Fantascienza n.197
- Nel cuore della cometa (Heart of the Comet, 1986 con David Brin), Cosmo. Collana di Fantascienza n.180, tr. Giampaolo Cossato e Sandro Sandrelli
- Under the Wheel (1987)
- Iceborn (1989, con Paul A. Carter)
- Oltre il buio della notte (Beyond the Fall of Night, 1990 con Arthur C. Clarke), La Scala, Rizzoli
- Chiller (1993, come Sterling Blake)
- A Darker Geometry (1996 con Mark O. Martin)
- Cosm (1998)
- Il divoratore di mondi (Eater, 2000), Mondadori, Urania n.1421
- Città di stelle (Beyond Infinity, 2003), Mondadori, Urania n.1512
- Human Being (2003)
- The Berlin Project (2017)
- Shadows of Eternity (2021)

### Storia alternativa
- Alternate Empires (1989 con Martin H. Greenberg)
- Alternate Heroes (1989)
- Alternate Wars (1991)
- Alternate Americas (1992 con Martin H. Greenberg)

### Non-fiction
- Habitats in Space (1998)
- Deep Time: How Humanity Communicates Across Millennia (1999)
- Skylife: Visions of Our Homes in Space (2000 con George Zebrowsk)
- Skylife: Space Habitats in Story and Science (2000 con George Zebrowski)
- Beyond Human: The New World of Cyborgs and Androids (2001)

### Antologie edite
- Hitler Victorious: Eleven Stories of the German Victory in World War II (1986 con Martin H. Greenberg)
- Nuclear War (1988 con Martin H Greenberg)
- Far Futures (1995)
- The New Hugo Winners Volume IV (1997 con Martin H. Greenberg)
- Nebula Awards Showcase 2000 (2000)
- Microcosms (2004)

### Antologie di storie brevi
- In Alien Flesh (1986)
- Matter's End (1990)
- Amazing Stories No 7 (1992 con J. R. Dunn, James Alan Gardner e Kim Mohan)
- Worlds Vast and various (1999)
- Immersion and other Short Novels (2002)
- Merlin (2004)
- Anomalies (2016)